# Jô Soares Onze e Meia
Jô Soares Onze e Meia foi um late-night talk show apresentado pelo humorista Jô Soares no SBT às 23h30. A atração estreou em 17 de agosto de 1988 e ficou no ar até 30 de dezembro de 1999. Inicialmente era exibido somente de terça a sexta-feira, passando depois a ser de segunda a sexta. O programa caracterizou-se por mostrar o lado entrevistador de Jô, que, até então, era mais conhecido somente como humorista.
Ao todo, foram realizadas 6.927 entrevistas, num total de 2.309 edições do programa.

## História
Em 1988, Jô Soares saiu da TV Globo, onde fizera o humorístico Viva o Gordo até o ano anterior, porque queria renovar sua carreira; porque recebera uma proposta salarial melhor; e porque Daniel Filho não o teria deixado fazer um programa de entrevistas no fim de noite, inspirado no que fazia José Silveira Sampaio, com quem Jô trabalhara na década de 1960. A sugestão da mudança para o SBT partiu do humorista Carlos Alberto de Nóbrega.
O programa ganhou esse nome porque, teoricamente, começaria às 23:30. Entretanto, o SBT sempre foi conhecido por alterar sua grade de programação em função dos desígnios de seu proprietário, Silvio Santos, e, por isso, o programa, às vezes, começava à meia-noite; outras, a uma da madrugada; o que se tornou motivo de muitas anedotas.
O programa viria a registrar alguns momentos importantes da história recente do Brasil. Por exemplo, quando entrevistou muitos dos candidatos à presidência da República das eleições de 1989, a primeira após o longo período da ditadura militar. Ficou famosa a entrevista "pouco amigável" entre Jô e o então presidenciável Fernando Collor de Mello. Em certa hora, Jô repreendeu Collor por ele só olhar para a câmera e não para ele, o entrevistador.
Em 1989, no dia 12 de julho, foi realizada, no programa, a última entrevista do cantor Raul Seixas a uma emissora de tevê aberta (já que o cantor veio a falecer no mês seguinte), entrevista que contou também com a participação do cantor Marcelo Nova.
Em 1992, o grande destaque foi a "CPI eletrônica", que nada mais era do que entrevistar, todos os dias, algum integrante da Comissão Parlamentar de Inquérito que investigava a corrupção no governo Fernando Collor, procedimento que Jô repetiria 13 anos depois, agora na TV Globo, com os parlamentares que investigavam o Escândalo do Mensalão. Em 1992, o programa faturava 17 milhões de dólares por ano, receita que fazia dele o terceiro maior faturamento do SBT, atrás apenas do Programa Silvio Santos e das novelas mexicanas. O programa tinha média de oito pontos e era o líder de audiência no horário.
Em 1995, os Mamonas Assassinas surgiram para o Brasil através do programa Jô Soares Onze e Meia.
Em 1997, Carlos Villagrán veio ao programa e deu uma entrevista ao Jô. No mesmo dia, ele também conheceu seu dublador no Brasil, Nelson Machado. Villagrán, quando veio ao Brasil, participou deste programa e do Programa Livre.
O programa foi exibido pela última vez em 30 de dezembro de 1999, sendo extinto quando Jô Soares voltou para TV Globo, onde estreou o similar Programa do Jô em 3 de abril de 2000.
Durante sua trajetória o programa recebeu diversos artistas musicais, entre eles Deborah Blando, Banda Eva, Simony, Lilith, As Sublimes, Roupa Nova, Skank, e outros.

## Exibição especial
Em 5 de agosto de 2022 (dia do falecimento de Jô Soares), como uma forma de prestar sua última homenagem ao apresentador, o SBT reexibiu a última edição do programa dentro do The Noite com Danilo Gentili, a pedido do próprio apresentador titular onde se inspirou em criar sua atração, além de reapresentar algumas entrevistas realizadas, através do Quem Não Viu, Vai Ver.